# Яніна Райхерт-Тот

Рельєф гробівця родини Ральських на Личаківському цвинтарі (бл. 1931)

Яніна Райхерт-Тот (пол. Janina Reichert-Toth, до 1936 року — Яніна Райхерт; 22 червня 1895, Старий Самбір — 7 березня 1986, Краків) — польська скульпторка, працювала у Львові, Кракові.

## Життєпис

Декоративна голова (маскарон) на фасаді Лабораторного корпусу Механічного факультету Львівської політехніки (вулиця К. Устияновича)

Народилась у Старому Самборі. Батько — Юзеф Райхерт, судовий радник у Львові. Мати — Антоніна Кіларська. Мала трьох сестер: Марію (докторка романістики), Елеонору і Феліцію. Разом із родиною переїхала до Львова у 1907 році. Відвідувала приватну гімназію ім. Словацького. Навчалась у Львівській художньо-промисловій школі на відділі декоративної скульптури (1915—1918). Вступила до Краківської академії мистецтв, де навчалась скульптури у Константина Лащки (1919—1921). Академію не закінчила. Працювала у Львові в скульптурній майстерні Людвіка Тировича (1910-ті—1920-ті). Відкрила власну майстерню у будинку № 25 на вулиці Курковій (нині вул. Лисенка) у Львові. 1936 року одружилася зі скульптором Фридериком Тотом (пол. Fryderyk Toth). Після шлюбу перенесла майстерню у нову віллу на вулиці Одровонжів 4 (нинішня назва — вул. Літня). Дебютувала у червні 1919 року на II Виставці «Союзу польських мисткинь». Працювала вчителькою у гімназії. У 1924—1939 роках працювала над численними замовленнями від Римо-католицької церкви. Внаслідок окупації Львова Радянським Союзом у 1939 році, монументальні проекти Марії Райхерт-Тот не було завершено. Від 1940 року працює на щойноствореній Львівській кераміко-скульптурній фабриці. 1941 року переїхала до Томашова Любельського. У 1946 році переїхала до Кракова. 20 травня 1983 року помер чоловік. 24 травня 1986 Яніна Райхерт-Тот подарувала 97 скульптур (власних і чоловіка) владі Нового Сонча. Твори зберігаються в ратуші міста і досі не експонуються. Померла 7 березня 1986 року у Кракові.
Перші відомі роботи з 1920-х років свідчать про захоплення модерністськими ідеями Бурделя. Цікавилась можливістю трансформації мотивів середньовічної скульптури, особливо періоду раннього ренесансу. Під час подорожі Італією і Францією особливо зацікавилась скульптурами катедри у Страсбурзі. Певний час підпадала впливові Пікассо, Ліпшиця і Бранкузі — сліди кубістичних студій помітні в деяких роботах. Після чергового періоду інспірації (цього разу арт деко) нарешті створила власний стиль, що прямував до тектонічності, конструкції і ритму. Працювала у царинах монументальної, монументально-декоративної, станкової скульптури, займалась дрібною пластикою. Вплив творчості Райхерт-Тот відчутний у творах Зофії Дзелінської-Балтарович і Ядвіґи Городиської.

## Роботи
- Численні скульптурні портрети. Матеріали — гіпс, дерево, алебастр.
- Проєкт (гіпсова модель) пам'ятника Словацькому (1928)[3].
- Пам'ятник на честь полеглих солдатів 51 піхотного полку на площі перед замком в Бережанах (1933). Архітектор Вавжинець Дайчак.
- Пам'ятник жертвам фашизму у Новому Сончі.
- Скульптури ангелів, а також св. Єлизавети, св. Станіслава, бл. Якова Стрепи у львівському Костелі Єлизавети[4].
- Декоративні голови на фасаді Лабораторного корпусу Механічного факультету Львівської політехніки на нинішній вулиці К. Устияновича (1923—1925)[5].
- Бронзове погруддя Пілсудського у головному корпусі Кадетської школи у Львові (1928)[6].
- Надгробок Людвіка Ральського на Личаківському цвинтарі (бл. 1931, співавтор Вітольд Равський).[7]
- Конкурсний проєкт пам'ятника Юзефові Пілсудському у Львові отримав другу нагороду (1936). Співавтор — архітектор Збігнєв Взорек[5].
- Конкурсний проєкт пам'ятника Густаву Орлічу-Дрешеру в Оксивію — дільниці Гдині (1937, архітектори Збігнєв Взорек і Анеля Взорек-Рафаловська)[8].
- Є ймовірним автором скульптур на будинку № 19 на вул. Дудаєва у Львові[5].
- Меморіальна таблиця з портретом Юзефа Максиміліана Оссолінського на фасаді бібліотеки Оссолінських у Львові (нині будинок № 2 на нинішній вулиці Стефаника). Знищена після 1944 року[9].
- Вівтар парафіяльного костелу в Тернополі (1932—1933) у співавторстві із Вавжинцем Дайчаком.
- Гіпсова модель пам'ятника Марії Конопницькій (1938). Відкриття пам'ятника планувалось у жовтні 1939 року перед ставом у Стрийському парку. Модель знищена в під час другої світової війни[2].
- Проєкт пам'ятника єпископові Владиславові Бандурському обраний для реалізації шляхом конкурсного відбору. Планувалось розмістити у 1940 році на площі Митній у Львові, перед Костелом кларисок (нині Музей сакральної барокової скульптури Пінзеля). Глиняна модель мастшабу 1:1 у бронзі відлита так і не була. Знищена під час Другої світової війни. Збережений лише архівний опис моделі пам'ятника, без зображень[2].
- Роботи радянського періоду: гіпсові погруддя Леніна, Червоноармійця (1940), 2-метрова статуя Пушкіна (1940), скульптурна група «Безробітні» (1941)[10].
- Частина скульптурного декору інтер'єру театру імені Лесі Українки (колишній Скарбківський, нині — Національний академічний український драматичний театр імені Марії Заньковецької), під час реконструкції під керівництвом Вітольда Мінкевича та Людвика Краковського[10].